# 地方防卫局
地方防卫局（日语：／ Chihō bōeikyoku */?）是日本防卫省的地方支分部局。 该机构于2007年9月1日成立，将防卫设施厅的地方支分部局国防设施局和防卫省装备本部的地方分局、办事处整合为一体。
依据防卫省设置法，地方防卫局可以设立地方防卫支局。此外，根据防卫省令（地方防卫局组织规则），在地方防卫局和地方防卫支局可以设立地方防卫事务所。
地方防卫局的驻地和管辖范围由防卫省组织令规定。地方防卫支局、地方防卫事务所的设置、驻地和管辖范围由地方防卫局组织规则规定。

## 各局及其位置
- 北海道防卫局（札幌市）
  - 带广防卫支局（带广市）
- 东北防卫局（仙台市）
- 北关东防卫局（埼玉市）
- 南关东防卫局（横滨市）
- 近畿中部防卫局（大阪市）
  - 东海防卫支部（名古屋市）
- 中国四国防卫局（广岛市）
- 九州防卫局（福冈市）
  - 长崎防卫支局（长崎市）
  - 熊本防卫支队（熊本市）
- 冲绳防卫局（嘉手纳町）

## 历史
- 2007年（平成19年）9月1日：随着防卫设施厅并入防卫省，将防卫设施局与装备本部支部和事务所整合，改组为地方防卫局。
  - 各局名称从所在地名更改为区域名：札幌 → 北海道、仙台 → 东北、东京 → 北关东、横滨 → 南关东、大阪 → 近畿中部、广岛 → 中国四国、福冈 → 九州、那霸 →冲绳。
- 2008年（平成20年）4月1日：沖繩防衛局从那霸市搬迁至中上郡嘉手纳町。
- 2015年（平成27年）10月1日：北關東防衛局新设装备部，中央采购相关业务从采购部（日语：調達部）转移[3] 。
- 2023年（令和5年）4月1日：近畿中部防衛局管理部被廢除，其职能将移交给企劃部[4] 。